# Баравет
Баравет или Бваравет (Ски. bwara vet — большой камень) — коммуна в республике Вануату, расположенной в юго-западной части Тихого океана. Деревня Баравет расположена на юго-западе острова Пентекост в провинции Пенама.

## Описание
Коммуна Баравет состоит из нескольких деревень расположенных в устье одноименной реки на побережье острова Пентекост, в 3 км к северу от аэропорта Лонорор.
В коммуне есть накамал, гостевой дом и несколько небольших магазинов.
Баравет является центром народов говорящих на языке ски и исторически отличался от культуры других частей Центрального Пентекоста и Южного Пентекоста. Хотя большая часть культурного наследия и была потеряна из-за миграции в другие регионы местных жителей и влияния Церквей Христа.